# Ruellia humilis
Ruellia humilis är en akantusväxtart som beskrevs av Thomas Nuttall. Ruellia humilis ingår i släktet Ruellia och familjen akantusväxter. Utöver nominatformen finns också underarten R. h. humilis.

## Bildgalleri

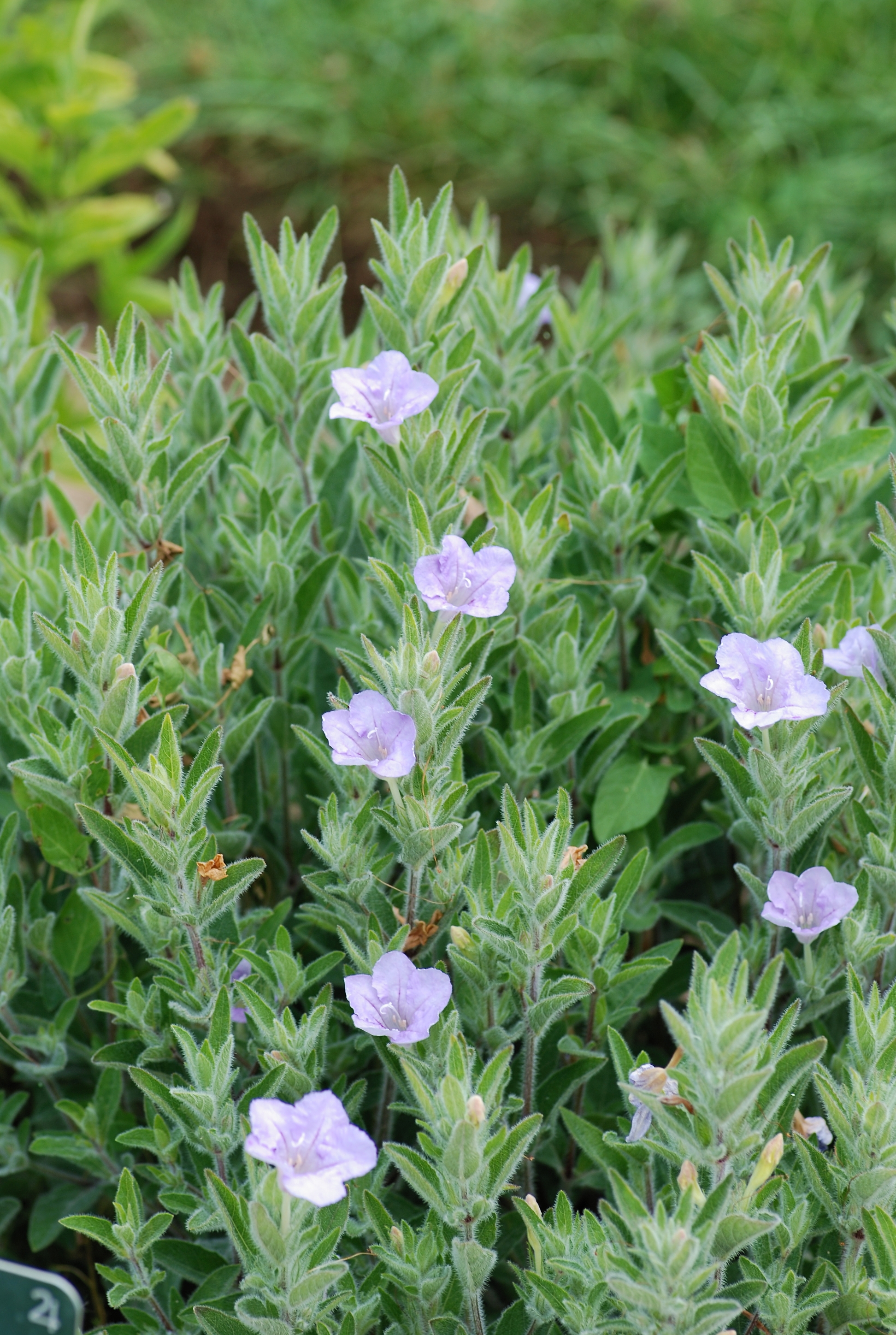
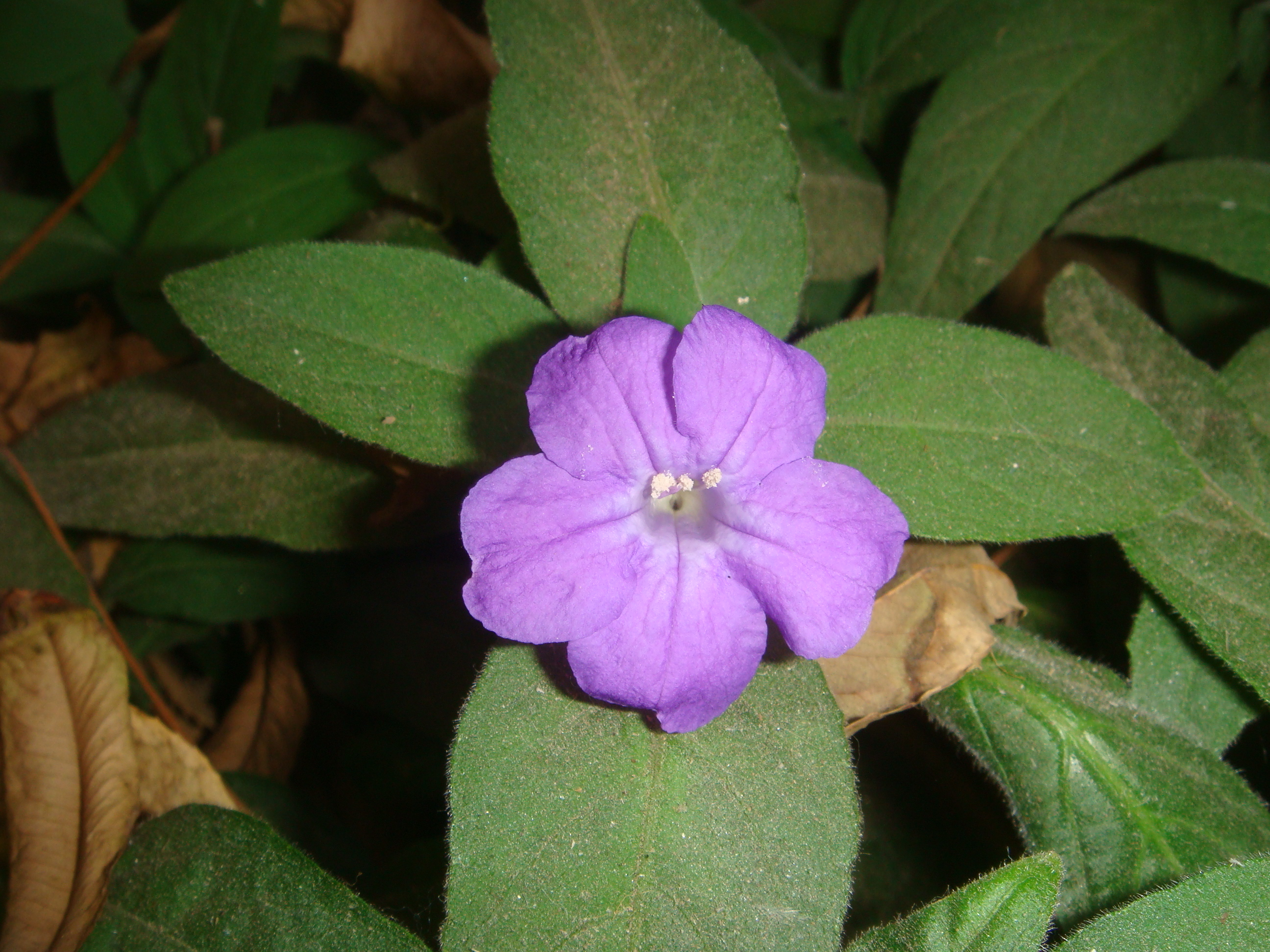
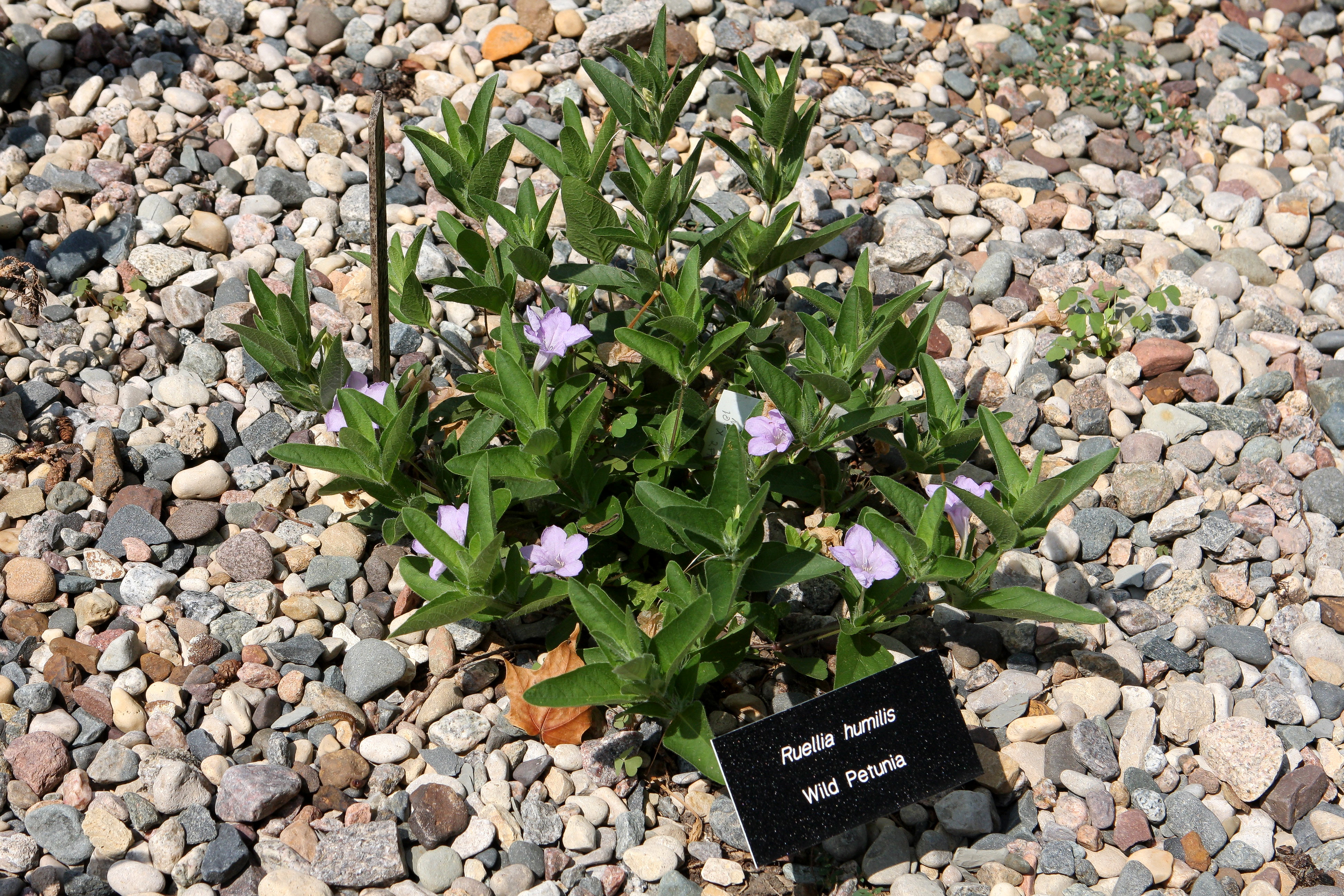